# Vito Bonsignore
Vito Bonsignore (n. 3 iulie 1943, Bronte, Sicilia, Regatul Italiei) este un om politic italian, membru al Parlamentului European în perioada 2004-2009 din partea Italiei.
1. 1 2  Deputații în Parlamentul European